# Oleg Iachtchouk
Oleg Rostislavovich Iachtchouk (também grafado como Oleh Rostyslavovych Yashchuk ou ainda Jachtsjoek - em ucraniano, Олег Ростиславович Ящук; Hrybova, 26 de outubro de 1977) é um ex-futebolista e treinador de futebol ucraniano naturalizado belga que atuava como meia-atacante. Atualmente é treinador da categoria Sub-19 do Anderlecht.

## Carreira
Iachtchouk iniciou a carreira profissional em seu país de origem, defendendo o FC Lviv, jogando ainda uma vez por empréstimo ao Krystal Chortkiv antes de assinar com o Nyva Ternopil, ainda em 1994. Em 1996, deixou a Ucrânia e fez as malas para a Bélgica, onde faria praticamente o restante de sua trajetória como jogador.

## Dez anos de Anderlecht
Contratado pelo Anderlecht, o meia-atacante conquistou 6 títulos com o clube da Região Metropolitana de Bruxelas (quatro campeonatos belgas e duas Supercopas). Seguidas lesões fizeram com que ele fosse menos utilizado nos jogos, e ainda assim teve o contrato renovado por mais 5 anos. Iachtchouk deixou Mauves em 2006, com 119 jogos e 31 gols, recebendo proposta para atuar no clube grego Ergotelis.

## Passagem pela Grécia, volta à Bélgica e aposentadoria
Ao contrário do que acontecia no Anderlecht, Iachtchouk não teve boa passagem pelo Ergotelis. Sem espaço nos Canários, deixou o time cerca de um ano depois de ter assinado contrato, e a saída do jogador foi novamente motivada por lesões. Regressou à Bélgica em 2007, agora para defender o Cercle Brugge, onde atuou 146 vezes e fez 43 gols.
Jogou ainda por KVC Westerlo e BX Brussels entre 2013 e 2014, quando decidiu se aposentar aos 36 anos, voltando ao Anderlecht para comandar o time Sub-14. Em 2016 foi promovido ao comando técnico da equipe Sub-19 dos Mauves.

## Carreira internacional
No início da carreira, Iachtchouk jogou nas categorias de base da Seleção Ucraniana] (sub-16, sub-18 e sub-21), entre 1994 e 1999. Ele, no entanto, jamais foi convocado para defender a seleção principal devido às lesões que sofrera quando atuava no Anderlecht, e embora tenha cidadania belga (um dos motivos para que não pudesse defender a Seleção da Ucrânia), o jogador declarou que não pretendia defender os Diables Rouges.

## Títulos
- Campeonato Belga: 4 (1999-2000, 2000-01, 2003-04 e 2005-06)
- Supercopa da Bélgica: 2 (2000 e 2001)

## Links
- Perfil no site da Federação Ucraniana
- Perfil em FootballDatabase